# 리퍼블리아 타임즈
《리퍼블리아 타임즈》(The Republia Times)는 2012년 4월에 발표된 루카스 포프가 제작한 무료 인디 브라우저 게임이다. 게임에서는 개인적으로 정부에 반대하지만 만약 민중의 충성도를 이끌어내지 않는다면 아내와 아이들의 신변을 위협받는 편집장의 역할을 맡게 된다.
원래는 게임 잼 대회인 루둠 다레의 분위기 띄우기 용으로 만들어졌으나,이 게임은 Games for Change Awards의 두 부문에 지명되었다.
2016년 스웨덴 개발자 'Coffee Stain Studios'는 기본적인 아이디어는 같지만 좀 더 특색있는 72시간짜리 프로젝트의 산물로 'The West Independent'를 내놓았다. 그러나 작업이 끝날 때까지 리퍼블리아 타임즈에 대해 알지 못했다.

## 플레이
리퍼블리아 타임즈에서 플레이어는 '페이퍼스, 플리즈'에도 등장하게 되는 가상 국가 리퍼블리아의 이름만 신문인 국영지 'The Republia Times'의  뉴스 편집장으로서 정부를 신용치 않는 대중들에게 압제적이고 군국주의적이며 반지성적인 정부에 충성을 다하도록 설득해야 한다. 그럼으로써 경각에 달려있는 가족들의 생명을 구하기 위해 어떤 기사를 실을 지 선택해야 한다.

## 개발 과정
리퍼블리아 타임즈는 루카스 포프가 루둠 다레의 분위기 띄우기 용으로 만들었는데, 이는 그가 만든 첫 번째 플래시 게임이었고 디버깅 작업이 '악몽'이었다고 말했다.

## 반응
Rock, Paper, Shotgun 은 리퍼블리아 타임즈가 간단하고 딱히 도전적이지 않아도 (명령받은대로 정확히 진행하면 되므로) 복잡하고 예리하다. Patricia Hernandez of Kotaku는 '1984에서 나온 무언가'라고 빗대었고 '다소 간단한 게임이지만 접근하기 쉽고도 한 번 빠져들면 도발적인 게임으로 생각된다.'라고 평했다.  Gamasutra는 리퍼블리아 타임즈를 '가장 최고인 인디 게임'이라고 일컬었다.

### 수상
리퍼블리아 타임즈는 2013년 Games for Change Awards의 두 부문(플레이하기 좋은 게임과 가장 현저한 영향을 끼치는 개발자)에 지명되었다.